# 大顺朝
大顺朝，亦称大顺王朝，是指1983年至1984年期间在湖北武汉，由李先栋为首成立的一个秘密结社政权。

## 概述
1983年，武汉市新洲县李集镇（今新洲区李集街道）采购站工人李先栋游说众人梦见异象，宣称天意要其当皇帝，联合曹子顺、涂水清等人，试图推翻政府，武力夺取政权，建立“大顺朝”，还计划修建皇宫（后因资金问题改为一间瓦房代替）。李先栋选择于1983年10月10日（农历九月初五日）登基，自称是李自成的后裔，自封“大顺朝顺孝皇帝”，封曹子顺为“八贤王”、涂水清为“京都统兵大元帅”，并拉帮结派，效法太平天国招募乡兵，发展群众数十人，制订了大顺朝《治国安民总纲》，设计了“龙旗”，刻制了带有“政国宝印”四字的玉玺，还购置了大刀、长矛、匕首等武器，试图以农村包围县城的方式复辟李顺王朝江山，宣称“七年内统一中国，建立大顺王朝”。后来，由于组织内部发生内讧，有成员向警方告发，当地公安机关根据群众检举，经过1年多的时间的周密侦察后于1984年7月发动围剿，最终破案。缴获黄袍、龙椅、玉玺、圣旨、尚方宝剑、大刀、长矛、匕首等数10件，李先栋以帝号为旗帜率众进行抵抗失利后缴械投降。后经审判，李先栋、涂水清等人分别被判处有期徒刑20年和15年。